# Rhyncharrhena
Rhyncharrhena es un género de fanerógamas de la familia Apocynaceae. Contiene tres especies. Es originario de Australia donde se encuentra en las zonas áridas y en los bosques abiertos dominados por ssp. de Acacia.
Está estrechamente relacionado con el género Pentatropis R.Br. ex Wight & Arn. ex Wight & Arn.

## Descripción
Son enredaderas sufrútices con látex blanco, sus órganos subterráneos son raíces fibrosas. Los brotes son glabros o escasamente puberulous. Las hojas son sésiles; herbáceas, carnosas, de 9 cm de largo y 0.2-0.3 cm de ancho, lineales, basalmente cuneadas, el ápice agudo, ligeramente revoluto, adaxial como abaxialmente glabras o escasamente puberulous, los coléteres ausentes.
Las inflorescencias son extra-axilares, solitarias, más cortas que las hojas adyacentes, con 3-7 pedúnculos de flores, simples,  casi tan largo como los pedicelos; las brácteas florales lanceoladas.

## Taxonomía
El género fue descrito por Ferdinand von Mueller y publicado en Fragmenta Phytographiæ Australiæ 1: 128. 1859.

## Especies
| - Rhyncharrhena atropurpurea F.Muell. - Rhyncharrhena linearis (Decne.) K.L.Wilson - Rhyncharrhena quinquepartita F.Muell. |